# Spot Oriented Agent Role Simulator
Spot Oriented Agent Role Simulator（SOARS、ソアーズ）は東京工業大学の出口研究室が開発したシミュレーション環境フリーウェア。
プログラミングの知識なしに容易にシミュレーションモデルが構築できるように設計された新世代エージェントベースシミュレーション開発用言語（プロジェクトの概要説明から引用）。
SOARSの開発環境は、
- VisualShell
- ModelBuilder
- Animator
- GamingBuilder
- LogExplicator

の5プログラムからなる。
なお、フォーラムが開設され質問などが受け付けられるようになった。
SOARSプロジェクトのページからフォーラムに飛ぶことが可能である。